# Дурян, Петрос
Петро́с Абраами́ Дуря́н (арм. Պետրոս Աբրահամի Դուրեան, настоящая фамилия Змбая́н (арм. Զըմպայեան); 20 мая (1 июня) 1851 — 21 января (2 февраля) 1872) — известный армянский поэт.

## Биография
Петрос Дурян родился в 1851 году в Константинополе, в районе Скютар, в семье бедного кузнеца. В возрасте шести лет поступает в училище Скютара, которое оканчивает в 1867 году. В шестнадцать лет пытается устроиться на работу, чтобы помочь бедной семье. Сперва Петрос был учеником у аптекаря, потом секретарём и домашним учителем. Однако это не было то, о чём он мечтал. Петрос хотел быть поэтом и заниматься только поэзией, писать стихи и быть знаменитым. Ещё в училище его увлекала литература, и он решил до конца жизни писать стихи. Его мечта почти сбылась, когда он связал свою жизнь с театром. Но и здесь он чувствовал себя одиноким. Хотя театр приносил Дуряну удовольствие. Он писал пьесы и иногда сам выходил на сцену.
В 1871 году появились первые симптомы туберкулёза поэта. Сначала он не обращал внимания на болезнь и продолжал писать свои произведения, однако болезнь сломила его. Последний год своей жизни он прожил прикованным к постели. В ночь на 21 января 1872 года поэт скончался.

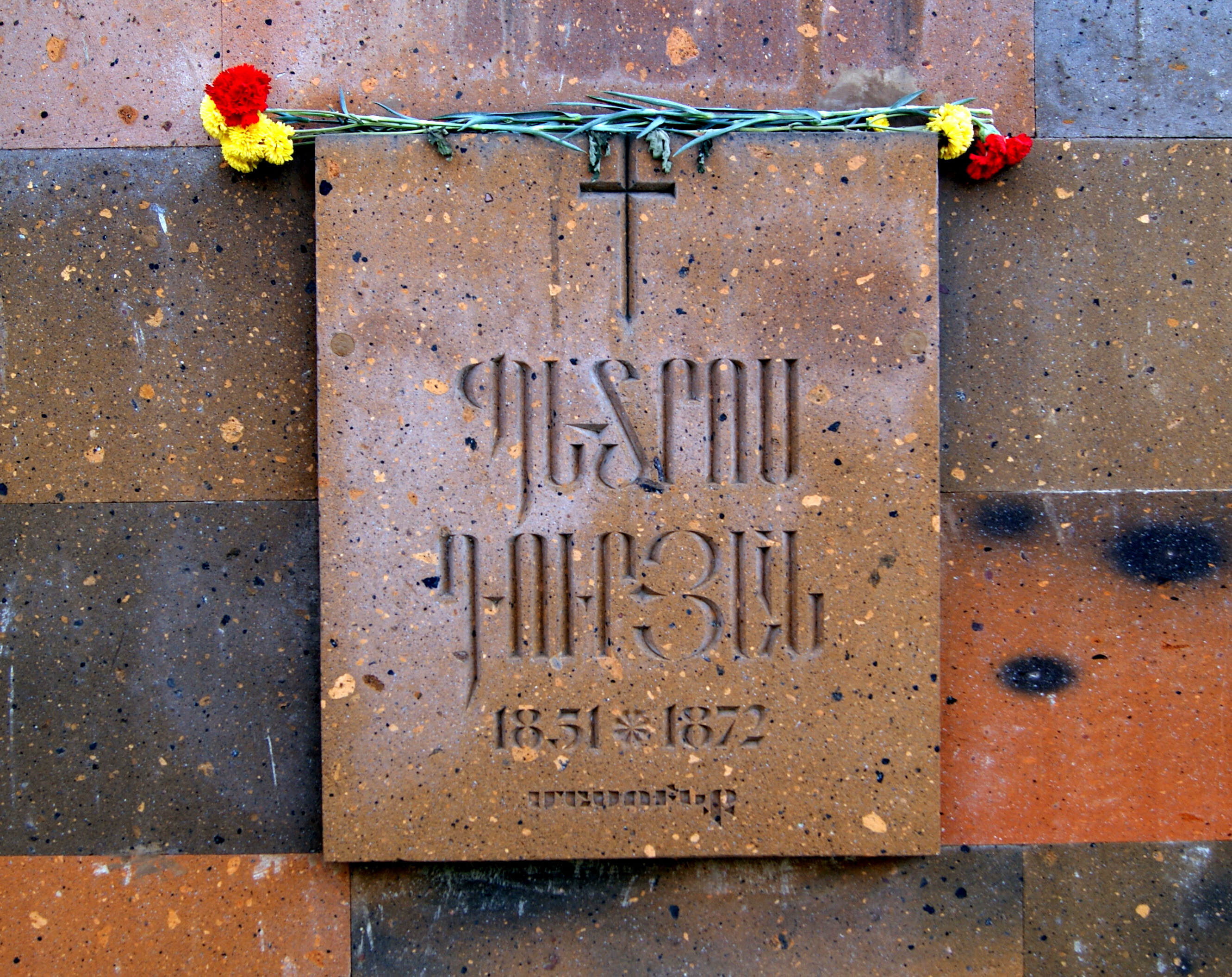

## Произведения
Список произведений Петроса Дуряна невелик. После себя он оставил следующие стихи:
- «Озеро»
- «Ропоты»
- «Она»
- «Мой покой»
- «Моя смерть»
- «Мне говорят»
- «Покинутая девушка»
- «Любовь»
- «С нею»
- «Она».

Из исторических трагедий:
- «Арташес Миродержец»
- «Чёрные земли»
- «Взятие Ани, столицы Армении»
- «Падение династии Аршакидов».

А также социальная драма из современной жизни:
- «Театр, или отверженные».